# Правительство Габриэля Рамананцуа
 Правительство Габриэля Рамананцуа  (фр.  Gouvernement de Gabriel RAMANANTSOA; 18 мая 1972 года — 25 января 1975 года) —  военно-гражданское правительство Мальгашской республики, сформированное после массовых волнений мая 1972 года для стабилизации обстановки. После того, как на референдуме 9 октября 1972 года ему было выражено доверие, срок полномочий правительства был продлён на 5 лет, до 11 октября 1977 года.  Однако  восстание  полковника Бершара Радзаунарисона в январе 1975 года, в ходе которого был захвачен лагерь «Мобильной группы полиции» Антанамура на окраине столицы привело 25 января 1975 года к отставке кабинета Рамананцуа. После сформирования 5 февраля 1975 года нового правительства его полномочия были прекращены. Правительство находилось у власти 2 года, 8 месяцев и 7 дней или  982 дня.

## Состав правительства
Правительство было сформировано 18 мая 1972 года начальником генерального штаба вооружённых сил Мальгашской Республики, дивизионным генералом Габриэлем Рамананцуа, по поручению президента Филибера Цирананы. В правительство, кроме Рамананцуа,  вошли 10 министров, из них 4 военных. В период деятельности правительства его состав не менялся
| Порядок | Должность | Имя                                          | Комментарий            | Назначение       | Отставка            |
| ------- | --- | -------------------------------------------- | ---------------------- | ---------------- | ------------------- |
| 1.      | Премьер-министр, министр национальной обороны и вооружённых сил, министр планирования Premier Ministre les fonctions de Ministre de la Défense Nationale et des Forces Armées, et celles du Plan | Габриэль Рамананцуа Gabriel Ramanantsoa      | дивизионный генерал    | 18 мая 1972 года | 25 января 1975 года |
| 2.      | Министр освоения территорий Ministre de l’Aménagement du Territoire | Жиль Андриамахазу Gilles ANDRIAMAHAZO        | бригадный генерал      | 18 мая 1972 года | 25 января 1975 года |
| 3.      | Министр внутренних дел и командующий Национальной жандармерией Ministre de l’Intérieur et Commandant de la Gendarmerie Nationale                                                                 | Ришар Рацимандрава Richard RATSIMANDRAVA     | подполковник           | 18 мая 1972 года | 25 января 1975 года |
| 4.      | Министр информации Ministre de l’Information | Жоэль Ракутумалала Joël RAKOTOMALALA         | майор                  | 18 мая 1972 года | 25 января 1975 года |
| 5.      | Министр иностранных дел Ministre des Affaires Etrangères | Дидье Рацирака Didier RATSIRAKA              | капитан корвета        | 18 мая 1972 года | 25 января 1975 года |
| 6.      | Министр по делам культуры и национального образования Ministre des Affaires Culturelles et de l’éducation Nationale                                                                              | Жюстен Манамбелона Justin MANAMBELONA        | доктор наук            | 18 мая 1972 года | 25 января 1975 года |
| 7.      | Министр по социальным вопросам Ministre des Affaires Sociales | Альбер Зафи Albert ZAFY                      | доктор наук            | 18 мая 1972 года | 25 января 1975 года |
| 8.      | Министр сельскохозяйственного развития Ministre du Developpement Rural | Эмманюэль Ракотоваини Emmanuel RAKOTOVAHINY  | доктор наук            | 18 мая 1972 года | 25 января 1975 года |
| 9.      | Министр юстиции Garde des sceaux, Ministre de la Justice | Жак Андрианада Jacques ANDRIANADA            | гражданский специалист | 18 мая 1972 года | 25 января 1975 года |
| 10.     | Министр экономики и финансов Ministre de l’Economie et des Finances | Альбер Мари Рамаросон Albert Marie RAMAROSON | гражданский специалист | 18 мая 1972 года | 25 января 1975 года |
| 11.     | Министр государственной службы и труда Ministre de la Fonction Publique et du Tavaille | Даниэль Ражакоба Daniel RAJAKOBA             | гражданский специалист | 18 мая 1972 года | 25 января 1975 года |